# ZARD MUSIC VIDEO COLLECTION 〜25th ANNIVERSARY〜
『ZARD MUSIC VIDEO COLLECTION 〜25th ANNIVERSARY〜』（ザード・ミュージック・ビデオ・コレクション・トゥエンティフィフス・アニバーサリー）は、日本の音楽ユニット・ZARDの7作目の映像作品。

## 概要
- ZARDのデビュー25周年を記念して発売された、ZARD初のミュージッククリップを多数収録した、5枚組のDVD作品。
- 2016年2月に発売された、25周年記念ベストアルバム「ZARD Forever Best 〜25th Anniversary〜」と同様、収録曲を「早春」「初夏」「盛夏」「秋冬」の四季に分類し、各ディスクおよそ60分から70分、5枚目の特典ディスクを含め、合計で約5時間・全62曲のPVを収録している[1]。
- 5枚目のディスクには、坂井泉水のレコーディングやPV撮影の様子やスタッフとの雑談など、2010年から2015年にかけて行われてきたフィルムコンサート「Screen Harmony」でのみ上映されてきた映像を中心に、初商品化の映像を約1時間にわたって OFF SHOT COLLECTION と題して収録されている[2]。収録内容詳細は、以下を参照のこと。
- 収録されたPVの種類は、過去の全ての追悼ライブで初公開された歌唱映像・オフショット映像を中心としている。過去のDVD作品ではライブ作品としての性格上、演奏シーンとの混合での収録となっていたため、フル尺での歌唱シーンの解禁が実現していなかったため、本作で初披露となっている歌唱映像の部分もある。ビーイングでのPV制作の方針の関係上、ショートサイズのみでフルコーラスでのPV制作が行われていない、元々歌唱映像が制作されていない・存在していない楽曲もあるため、一部楽曲は変則サイズ・ショートサイズでの収録となっており、25周年サイトでは、フルサイズでないPVの明記がなされている。
- 最大のヒットシングルとなった「負けないで」のカップリング曲「Stray Love」のミュージックビデオが、今作で完全初公開となっている。また、2011年の「What a beautiful memory〜forever you〜」では実際に演奏されながらも、収録が叶わなかった、B'zの松本孝弘との共演曲「異邦人」のPVも初商品化が実現した。
- LPサイズの特殊パッケージ仕様となっており、60ページのLPサイズ仕様のブックレットが封入されている。
- 2006年に映像集として「ZARD Le Portfolio 1991-2006」が発売されているが、この作品はあくまでもZARDデビュー15周年までの間に制作されたPVを約70分にダイジェスト編集した作品であったため、決定的なPV集としては扱われていない。発売発表時のZARD25周年公式ページでも、「リリースが熱望されてきた」と表現されており、今作の発売をもって、正式なミュージックリップ集と銘打たれている[3]。

## 収録曲
- 各楽曲の詳細は、各リンク文を参照のこと。
- 作詞は「雨に濡れて」の上杉昇との共作を除き、全て坂井泉水によるもの。

※は変則サイズ、ショートサイズ

### Disc.1（早春）
1. Don't you see!
作曲：栗林誠一郎　編曲：葉山たけし
  - 19thシングル。2011年の追悼ライブ「What a beautiful memory ～forever you～」での映像を基礎としてフルサイズで収録
2. マイ フレンド
作曲：織田哲郎　編曲：葉山たけし
  - 17thシングル。2009年と2011年の追悼ライブでの披露映像をフルサイズで収録。
3. この愛に泳ぎ疲れても
作曲：織田哲郎　編曲：明石昌夫
  - 11thシングル。「What a beautiful memory 2007」で披露されたバージョンをフルサイズで収録。
4. Good-bye My Loneliness※
作曲：織田哲郎　編曲：明石昌夫
  - デビューシングル。「What a beautiful memory 2008」での披露映像をフルサイズで収録。
5. 瞳そらさないで※
作曲：織田哲郎 編曲：葉山たけし
  - 2011年の「What a beautiful memory ～forever you～」で初披露された歌唱映像を同じ長さで収録。
6. 君に逢いたくなったら…※
作曲：織田哲郎　編曲：葉山たけし
  - 20thシングル。2011年の「What a beautiful memory ～forever you～」での披露バージョンでフルサイズでの収録。
7. 息もできない※
作曲：織田哲郎　編曲：葉山たけし
  - 24thシングル。2009年の「What a beautiful memory 2009」での披露サイズで収録。
8. Boy※
作曲：栗林誠一郎　編曲：明石昌夫
  - 2011年の「What a beautiful memory ～forever you～」での披露サイズで収録。
9. ハイヒール脱ぎ捨てて
作曲：栗林誠一郎　編曲：明石昌夫
  - 6thオリジナルアルバム『forever you』収録曲。2009年の「What a beautiful memory 2009」での披露したフルサイズで収録。
10. Forever you
作曲：織田哲郎　編曲：明石昌夫
  - 6thオリジナルアルバム『forever you』収録曲。2011年の「What a beautiful memory～forever you～」での披露したフルサイズで収録。
11. 止まっていた時計が今動き出した
作曲：中村由利　編曲：徳永暁人
  - 2007年の「What a beauituful memory 2007」での披露バージョンをフルサイズで収録。
12. I'm in love※
作曲：織田哲郎 編曲：明石昌夫
  - 2009年の「What a beautiful memory 2009」で披露したフルサイズで収録。
13. 翼を広げて※
作曲：織田哲郎　編曲：明石昌夫
  - 44thシングル「翼を広げて／愛は暗闇の中で」の1曲目。2008年の「What a beaitiful memory 2008」で披露されたフルサイズで収録。
14. Just believe in love
作曲：春畑道哉 編曲： 葉山たけし
  - 2011年の「What a beautiful memory ～forever you～」で披露されたフルサイズで収録。
15. 愛は暗闇の中で featuring Aya Kamiki
作曲：栗林誠一郎　編曲：森下志音
  - 44thシングル「翼を広げて／愛は暗闇の中で」の2曲目。2008年の「What a beautiful memory 2008」で披露されたフルサイズで収録。

### Disc.2（初夏）
1. 夏を待つセイル(帆)のように
作曲：大野愛果　編曲：葉山たけし
  - 40thシングル。
2. 君がいない
作曲：栗林誠一郎　編曲：明石昌夫
  - 7thシングル。
3. Just for you
作曲：織田哲郎 編曲：池田大介
4. 心を開いて
作曲：織田哲郎　編曲：池田大介
  - 18thシングル。
5. 揺れる想い
作曲：織田哲郎　編曲：明石昌夫
  - 8thシングル。2011年の「What a beautiful memory ～forever you～」で披露された、日本青年館での収録歌唱PVと様々な楽曲のPVを混合させたバージョンをフルサイズで収録。
6. 素直に言えなくて featuring Mai Kuraki
作曲：坂井泉水　編曲：岡本仁志
  - 45thシングル。2009年の「What a beautiful memory 2009」で披露されたフルサイズで収録。
7. Oh my love
作曲：織田哲郎　編曲：明石昌夫
  - 5thオリジナルアルバム『OH MY LOVE』収録曲。2008年の「」で披露されたフルサイズで収録。
8. Top Secret※
作曲：栗林誠一郎 編曲： 明石昌夫
  - 2007年の「What a beautiful memory 2007」で披露されたフルサイズで収録。
9. 雨に濡れて
作曲：栗林誠一郎　編曲：明石昌夫
  - 2009年の「WHat a beautiful memory 2009」で披露されたフルサイズで収録。
10. I still remember
作曲：栗林誠一郎　編曲：明石昌夫
  - 5thオリジナルアルバム『OH MY LOVE』収録曲。
11. 来年の夏も※
作曲：栗林誠一郎　編曲：明石昌夫
  - 5thオリジナルアルバム『OH MY LOVE』収録曲。
12. あなたに帰りたい
作曲：栗林誠一郎　編曲：明石昌夫
  - 5thオリジナルアルバム『OH MY LOVE』収録曲。2007年の「What a beautiful memory 2007」で披露されたフルサイズで収録。
13. 愛が見えない
作曲：小澤正澄　編曲：葉山たけし
  - 15thシングル。「SEA BREEZE」CMソング。2007年の「What a beautiful memory 2007」で披露されたフルサイズで収録。

### Disc.3（盛夏）
1. かけがえのないもの※
作曲：大野愛果　編曲：小林哲
  - 38thシングル。
2. 不思議ね…※
作曲：織田哲郎 編曲：明石昌夫
3. 好きなように踊りたいの※
作曲：栗林誠一郎 編曲：葉山たけし
4. 風が通り抜ける街へ※
作曲：織田哲郎　編曲：徳永暁人
  - 21stシングル。
5. 突然※
作曲：織田哲郎　編曲：葉山たけし
  - 7thオリジナルアルバム『TODAY IS ANOTHER DAY』収録曲。
6. 遠い日のNostalgia※
作曲： 編曲：明石昌夫
7. 君がいたから※
作曲：織田哲郎　編曲：葉山たけし
8. I want you※
作曲：栗林誠一郎　編曲：明石昌夫
9. 異邦人（TAK MATSUMOTO featuring ZARD）※
編曲：徳永暁人
  - 初商品化。ZARDの坂井泉水とB'zの松本孝弘が共にレコーディングに臨む様子を中心としている。
10. So Together※
編曲：明石昌夫
  - 2011年の「What a beautiful memory ～forever you～」で披露されたサイズで収録
11. 世界はきっと未来の中※
作曲：岩井誠一郎 編曲：徳永暁人・古井弘人・シオジリケンジ
12. Today is another day
作曲：織田哲郎　編曲：池田大介
  - 7thオリジナルアルバム『TODAY IS ANOTHER DAY』収録曲。
13. Season※
作曲：栗林誠一郎　編曲：葉山たけし
  - 4thオリジナルアルバム『揺れる想い』収録曲。
14. こんなにそばに居るのに※
作曲：栗林誠一郎 編曲：明石昌夫
  - 2011年の「What a beautiful memory ～forever you～」で披露されたフルサイズで収録。音源はシングルバージョン。
15. 永遠
作曲・編曲：徳永暁人
  - 22ndシングル。
16. サヨナラは今もこの胸に居ます※
作曲：栗林誠一郎　編曲：葉山たけし
  - 16thシングル。
17. 眠り
作曲：坂井泉水　編曲：池田大介
  - 16thシングルのカップリング曲。
18. あの微笑みを忘れないで
作曲：川島だりあ　編曲：明石昌夫
  - 3rdオリジナルアルバム『HOLD ME』収録曲。2008年の「What a beautiful memory 2008」で披露されたフルサイズで収録。

### Disc.4（秋冬）
1. もう少し あと少し…
作曲：栗林誠一郎　編曲：明石昌夫
  - 9thシングル。
2. もう探さない※
作曲：織田哲郎 編曲：明石昌夫
  - 2011年の「」で披露されたフルサイズで収録。
3. ひとりが好き※
作曲 川島だりあ 編曲：明石昌夫
4. IN MY ARMS TONIGHT
作曲：春畑道哉　編曲：明石昌夫
  - 5thシングル。2007年の「What a beautiful memory 2007」で披露された日本青年館で収録された歌唱映像をフルサイズで収録。
5. 運命のルーレット廻して※
作曲：栗林誠一郎　編曲：池田大介
  - 25thシングル。基本的に1998年の発売時に「No.」などで放送されたPVだが、2番サビの終わった後から、1998年の放送時では省略されていた音源部分をカットせずに収録してしまっているため、放送時の音源より長い長さになってしまったため、1998年のPVの長さと音源の長さのずれが生じてしまい、1998年のPVではサビの終了まであった音源が途中で終了してしまうため、PVの演出効果ともずれが生じ、不完全なPVとなっている。このような編集を施した理由は不明。
6. こんなに愛しても※
作曲：栗林誠一郎　編曲：明石昌夫
  - 3rdシングル「もう探さない」のカップリング曲。
7. 今日はゆっくり話そう※
作曲：大野愛果 編曲：徳永暁人
8. You and me (and...)
作曲：織田哲郎 編曲：葉山たけし
9. あなたと共に生きてゆく※
作曲：織田哲郎 編曲：葉山たけし
10. きっと忘れない
作曲：織田哲郎　編曲：明石昌夫
  - 10thシングル。
11. GOOD DAY※
作曲：綿貫正顕　編曲：池田大介
  - 27thシングル。
12. Stray Love
作曲：川島だりあ 編曲：明石昌夫
  - 完全初公開のMV。日本青年館で収録された「負けないで」と同じ上下青いジーンズを着用した坂井の歌唱シーンを収録している。
13. My Baby Grand 〜ぬくもりが欲しくて〜※
作曲：織田哲郎　編曲：池田大介
  - 23rdシングル。
14. グロリアス マインド
作曲：大野愛果　編曲：葉山たけし
  - 43rdシングル。2007年に「What a beaitiful memory 2007」でサプライズ披露された際のバージョンをフルサイズで収録。2007年12月にシングル発売された時に新たに制作された初公開映像を含むPVは収録が実現しなかったため、事実上のお蔵入りとなっている。
15. あなたを感じていたい※
作曲・編曲：織田哲郎
  - 13thシングル。
16. 負けないで
作曲：織田哲郎　編曲：葉山たけし
  - 1993年に日本青年館で収録された歌唱映像をフルサイズで収録。

### Disc.5 OFF SHOT COLLECTION
- 以下の映像は、2010年から2015年にかけて開催された「Screen Harmony」でのみ公開されていたオフショットに加えて、2000年に発売された「ZARD Cruising & Live 〜限定盤ライヴCD〜」に付属していたVHS「making of Cruising & Live」に収録されていた、船上ライブのメイキング映像も初DVD化で収録されている。また、2012年に発売されたアルバムBOX「ZARD ALBUM COLLECTION 〜20TH ANNIVERSARY〜」のPREMIUM DISKで初音源化されていた、発売当時には未発表だったデモ音源「Demo2」のPVも収録されている[4]。2012年に開催された「Screen Harmony」で一度だけ上映されたものである。

1. Recording
「私だけ見つめて」のレコーディングに臨む様子。何度か歌い方を変えてレコーディングしている様子が収録されている。「Just believe in love」のレコーディングの模様とスタッフとの会話→「雨に濡れて」のレコーディングの模様。一部が3回忌特番「ZARD坂井泉水 名曲の秘密」などで公開されている。「OH MY LOVE」のジャケット撮影の様子。→「Demo 2」のエピソード紹介PV。
2. NIPPON-SEINENKAN Videography
1993年に日本青年館で行われた「揺れる想い」収録曲などのPV撮影に密着した映像。車で会場に入ってくるところから撮影されている。「負けないで」「二人の夏」「きっと忘れない」「Boy」「君がいない」「揺れる想い」のPV撮影の様子、最後に日本青年館から帰る様子までを収録。
3. Photography Videography
後の追悼ライブでのパンフレットに使用されたジャケット撮影の様子を収録。→「心を開いて」のジャケット撮影の様子。→「I want you」のPVのスタジオ撮影の様子とスタッフとの雑談。→「君に逢いたくなったら…」PV撮影の様子。
4. TV Asahi Videography
アルバム「OH MY LOVE」全収録曲のPV撮影にミュージックステーションのスタッフと臨んだ様子。「Oh my love」「来年の夏も」PV撮影の様子。坂井の楽屋の様子を捉えている映像の背後に、撮影するPVの楽曲リストが映っており、それには2018年時点でも歌唱映像が公開されていない「If you gimme smile」のリストが確認できる。「雨に濡れて」も確認可能だが、こちらのPVは「OH MY LOVE」発売当時の全曲紹介PVで数秒公開されたことがあるが、一部・全編は未だ未公開である。「来年の夏も」のPVを挟み、13曲目が最後の撮影であることがスタッフの発言で明かされており、「OH MY LOVE」の収録曲数は10曲であり、他にも撮影された楽曲があることを示唆している。
5. New York Location shooting
完全初公開のニューヨークでの現地スタッフとのPV撮影の会議から始まる。→「眠れない夜を抱いて」をBGMにニューヨークのレストラン前での撮影の様子。→スタジオでの撮影の様子。「Don' you see!」のTV VersionのOriginal KaraokeがBGMとして使用されている。→「DAN DAN 心魅かれてく」をBGMに「Don't you see!」の主にタクシーを使用したジャケット撮影・PV撮影の様子。→「Ready Go!」をBGMにPV撮影の様子。→ブラウンの照明のスタジオでのレコーディングの様子。「グロリアスマインド」のPVとしても使用されたPV。→「Don't you see!」をBGMに今まで公開されてきた「Don't you see!」PVを初公開カットを含めまとめた映像。→「帰らぬ瞬間の中で」をBGMに、主に黒のジャケットを着用して、現地スタッフが8mmカメラを使用しPV撮影をしている様子。「Brand New Love」のPVとして初めて使用されたPV。→「私だけ見つめて」をBGMに夜間のニューヨークでのPV撮影の様子。
6. Live in Pacific Venus
「ZARD Cruising & Live」のVHS「making of Cruising &Live」に収録されていたメイキング映像の初DVD化。坂井のMCも収録されている。